# 카를라 파올라 니에토
카를라 파올라 니에토 카스티요(스페인어: Karla Paola Nieto Castillo, 1995년 1월 9일 ~ )는 멕시코의 여자 축구 선수이다. 포지션은 미드필더이며, 현재 리가 MX 페메닐의 CF 파추카 소속이다.